# 第302步兵師 (德國國防軍)
第302步兵師（德語：302. Infanterie-Division）是納粹德國國防軍陸軍的一個步兵師。該師於1940年11月組建。該師組建後，首次作戰為應對盟軍在迪耶普的登陸，1943年1月調往東線，此後一直在當地作戰。
該師在第聶伯河-喀爾巴阡山脈攻勢期間遭受重創，最後於1944年8月解散，其殘部歸入其他部隊。

## 註腳
1. ↑  Mitcham（2007年）